# 中野佑香
中野 佑香（なかの ゆか、1993年11月21日 - ）は、日本の和物舞台女優、モデル。神奈川県川崎市出身。
血液型O型。アイリンク所属。日光江戸村準ミス花魁。
現在は舞台やドラマ、CM、MVにも多数出演している。特技は南京玉すだれ。